# Souimanga des Sangi
Aethopyga duyvenbodei
Espèce
Statut de conservation UICN

 EN  : En danger
Le Souimanga des Sangi (Aethopyga duyvenbodei) est une espèce de passereaux de la famille des Nectariniidae. L'espèce est endémique des îles Sangihe en Indonésie.

## Systématique
Le nom valide complet (avec auteur) de ce taxon est Aethopyga duyvenbodei (Schlegel, 1871).
L'espèce a été initialement classée dans le genre Nectarinia sous le protonyme Nectarinia duyvenbodei Schlegel, 1871.
Ce taxon porte en français le nom vernaculaire ou normalisé suivant : Souimanga des Sangi.